# Championnat du Rwanda de football 2016-2017
Navigation
Saison précédente Saison suivante
La saison 2016-2017 du Championnat du Rwanda de football est la soixante-sixième édition du championnat de première division au Rwanda. Les seize meilleures équipes du pays sont regroupées au sein d’une poule unique où elles s’affrontent deux fois au cours de la saison, à domicile et à l’extérieur. En fin de saison, les deux derniers du classement sont relégués et remplacés par les deux meilleurs clubs de deuxième division.
C'est le club de Rayon Sports FC qui est sacré cette saison après avoir terminé en tête du classement final, avec douze points d’avance sur Police FC et seize sur le double tenant du titre, APR FC. Il s’agit du huitième titre de champion du Rwanda de l’histoire du club.

## Qualifications continentales
Le champion du Rwanda se qualifie pour la Ligue des champions de la CAF 2018 tandis que le vainqueur de la Coupe du Rwanda obtient son billet pour la Coupe de la confédération 2018.

## Les clubs participants
- APR FC
- Rayon Sports FC
- Police FC
- Kiyovu Sports Association
- Mukura Victory Sports FC
- AS Kigali
- Kirehe FC - Promu de D2
- Pépinières FC - Promu de D2
- Bugesera FC
- Espoir FC
- Musanze FC
- Amagaju FC
- Marines FC
- Sunrise FC
- Gicumbi FC
- Etincelles FC

## Compétition
Le barème utilisé pour établir le classement est le suivant :
- Victoire : 3 points
- Match nul : 1 point
- Défaite : 0 point

### Classement
| Rang | Équipe                    | Pts | J  | G  | N  | P  | Bp | Bc | Diff |
| ---- | ------------------------- | --- | -- | -- | -- | -- | -- | -- | ---- |
| 1    | Rayon Sports FC           | 73  | 30 | 22 | 7  | 1  | 63 | 20 | +43  |
| 2    | Police FC                 | 61  | 30 | 17 | 10 | 3  | 50 | 26 | +24  |
| 3    | APR FC'T'C                | 57  | 30 | 15 | 12 | 3  | 39 | 20 | +19  |
| 4    | AS Kigali                 | 53  | 30 | 15 | 8  | 7  | 36 | 23 | +13  |
| 5    | Bugesera FC               | 50  | 30 | 13 | 11 | 6  | 35 | 22 | +13  |
| 6    | Musanze FC                | 45  | 30 | 12 | 9  | 9  | 36 | 34 | +2   |
| 7    | Etincelles FC             | 40  | 30 | 10 | 10 | 10 | 25 | 29 | -4   |
| 8    | Espoir FC                 | 39  | 30 | 9  | 12 | 9  | 22 | 20 | +2   |
| 9    | Sunrise FC                | 33  | 30 | 8  | 9  | 13 | 26 | 31 | -5   |
| 10   | Amagaju FC                | 33  | 30 | 9  | 6  | 15 | 25 | 33 | -8   |
| 11   | Kirehe FCP                | 32  | 30 | 8  | 8  | 14 | 26 | 32 | -6   |
| 12   | Mukura Victory Sports FC  | 32  | 30 | 8  | 8  | 14 | 28 | 42 | -14  |
| 13   | Marines FC                | 30  | 30 | 8  | 6  | 16 | 25 | 40 | -15  |
| 14   | Gicumbi FC                | 28  | 30 | 7  | 7  | 16 | 27 | 48 | -21  |
| 15   | Kiyovu Sports Association | 27  | 30 | 6  | 9  | 15 | 29 | 45 | -16  |
| 16   | Pépinières FCP            | 17  | 30 | 3  | 8  | 19 | 21 | 48 | -27  |

|  | Qualification pour la Ligue des champions de la CAF 2018                |
|  | Qualification pour la Coupe de la confédération 2018                    |
|  | Relégation en deuxième division                                         |
|  | T : Tenant du titre C : Vainqueur de la Coupe du Rwanda P : Promu de D2 |

- Kiyovu Sports Association, 15e du classement et théoriquement relégué, est autorisé à se maintenir car le deuxième club promu, Isonga FC, décide de refuser la promotion parmi l'élite.

## Bilan de la saison
| Championnat du Rwanda de football 2016-2017 |                            |
| Champion                                    | Rayon Sports FC (8e titre) |
| Coupes et trophées                          |                            |
| Vainqueur de la Coupe du Rwanda 2016-2017   | APR FC                     |
| Qualifications continentales                |                            |
| Ligue des champions de la CAF 2018          | Rayon Sports FC            |
| Coupe de la confédération 2018              | APR FC                     |
| Promotions et relégations                   |                            |
| Promus en Première division                 | Miroplast FC               |
| Relégués en Deuxième division               | Pépinières FC              |